# پیاده‌نظام خطی

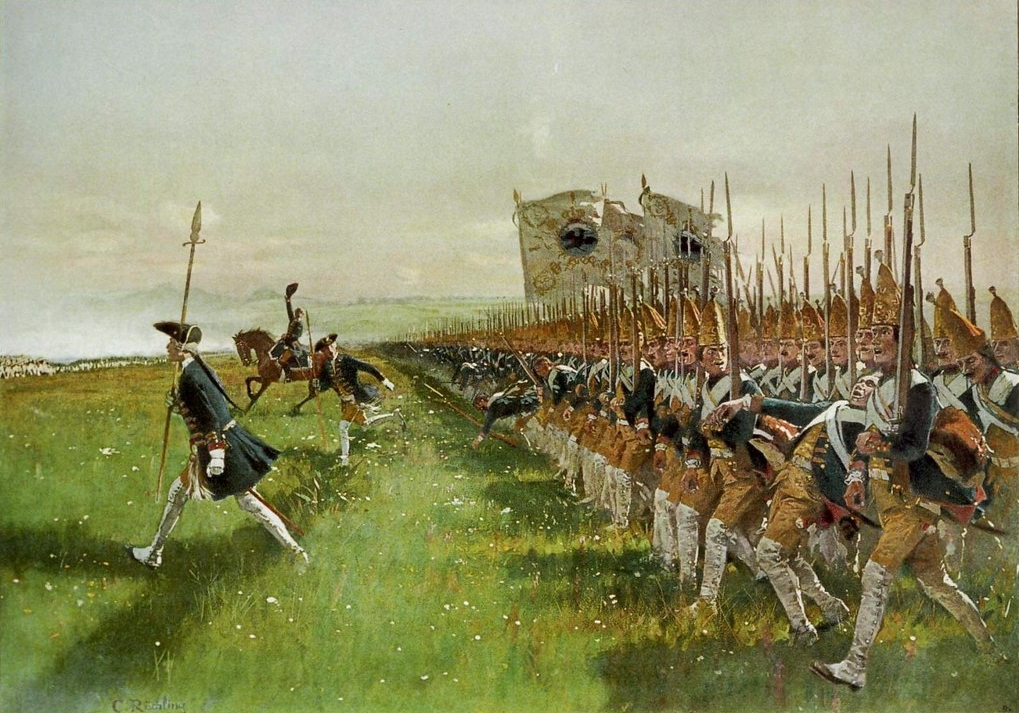
حمله پیاده‌نظام خط پروس در نبرد هوهنفریدبرگ در سال ۱۷۴۵

پیاده‌نظام خطی نوعی پیاده‌نظام بود که اساس نیروهای زمینی اروپا را از میانه سده هفدهم تا میانه سده نوزدهم تشکیل می‌داد. ماوریتس، شاهزاده اورانژ و گوستاووس آدولفوس، پادشاه سوئد معمولاً به عنوان پیشگامان آن شناخته می‌شوند؛ در حالی که تورن، ژنرال فرانسوی و رایموندو مونتکوکولی، نظامی ایتالیایی با توسعه تاکتیک‌های پیاده‌نظام خطی ارتباط نزدیکی دارند.
پیاده‌نظام خطی، برای نبرد و رژه، از دو تا چهار ردیف سرباز پیاده تشکیل می‌شد که در یک هم ترازی سخت و محکم در کنار هم قرار می‌گرفتند تا تأثیر قدرت آتش آن‌ها به حداکثر برسد. به مرور، این اصطلاح برای هنگ‌های معمول «خط» در مقابل پیاده‌نظام سبک، شبه‌نظامیان، پرسنل پشتیبانی و برخی دیگر از رده‌های ویژه پیاده‌نظام که روی نبردهای سنگین خط مقدم تمرکز ندارند، مورد استفاده قرار گرفت.

## حفظ آتش مداوم
افزایش قدرت آتش پیاده‌نظام در سده شانزدهم سبب شد ماوریتس، شاهزاده اورانژ که رهبری نظامی شورش هلندی‌ها علیه حاکمیت اسپانیا را بر عهده داشت، آرایش کم‌عمق‌تری برای نیروها ایجاد کرد که امکان شلیک همزمان سربازان بیشتری را فراهم می‌آورد. دهه ۱۵۹۰ میلادی ماوریتس و ویلهلم لوئی، عموزاده او، کار بر روی تاکتیکی جهت چگونگی حفظ آتش مداوم را صورت دادند. ماوریتس با مطالعه نیزه‌اندازان و قلاب‌سنگ‌اندازان رومی، به این نتیجه رسید که شش ردیف از تفنگداران به صورت چرخشی می‌توانند آتش مداوم را برقرار نگاه دارند. در ابتدا ده ردیف برای حفظ آتش مداوم مورد نیاز بود. گوستاووس آدولفوس، پادشاه سوئد که از اصلاحات تاکتیکی ماوریتس به شدت متاثر گشته بود، با تمرین و رزمایش‌های مکرر سرعت بارگذاری مجدد نیروهای خود را به حدی افزایش داد که تا دهه ۱۶۲۰ میلادی با تنها شش ردیف سرباز قادر به حفظ آتش مداوم گشت. در این حالت ردیف سربازان از درون یکدیگر رد می‌شدند تا سربازانی که شلیک خود را کرده‌اند در هنگام شلیک دیگر سربازان، سلاح‌های خود را مجددا بارگذاری کنند. این عمل در حالت تدافعی که برای نخستین بار توسط هلندی‌ها به‌کارگرفته شد، با چرخش جایگاه تفنگداران یعنی عقب رفتن شلیک‌کردگان و جلو آمدن سربازانی که سلاح خود را بارگذاری کرده‌اند، انجام می‌گرفت. در حالت تهاجمی که برای حفظ موضع برتر توسط گوستاووس آدولفوس استفاده شد، شلیک‌کردگان در جایگاه ثابت پیشین اقدام به بارگذاری مجدد می‌نمودند و ردیف‌های دیگر از بین آن‌ها پیش می‌رفتند. گوستاووس آدولفوس با بهره‌گیری از این تاکتیکِ تهاجمی نیروهای امپراتوری مقدس روم را که تا بدان زمان نیروی موفقی بودند، در نبرد برایتِنفِلت در سال ۱۶۳۱ میلادی شکست داد.